# Катерина Хапсали
Катерина Валериева Хапсали е българска журналистка, поетеса, PR и писателка.

## Биография
Родена е в Пловдив на 23 ноември 1975 г. Дъщеря е на журналиста Валери Запрянов и учителката по математика Стела Запрянова. Учи в Първа английска езикова гимназия в София. Завършва икономика, маркетинг и испански език в Уеслианския университет в Охайо, САЩ през 1998 г., както и философия в Софийския университет „Св. Климент Охридски“ през 2002 г.
От 2000 г. работи като журналист. Има медийна специализация от Испания, завършила е и докторантура по философия. Участва в различни медийни проекти, като предаването „Говори с нея“ в Дарик радио, рубриките „Детектор на лъжата“ и „Жени с история“ в списание „Тема“. Става първия главен редактор на списание „Harper’s Bazaar“ в България, главен редактор на списание „Его“ (2006-2008), на списание „Premium lifestyle“ (2015-2016) и на списание „DIVA" (2017-2018). Работила е като PR в Българската търговско-промишлена палата (2019-2020). 
Омъжва се за гръцкия строителен бизнесмен Полихронис Хапсалис. Имат син – Ахилеас Хапсалис (р. 2011). Съпругът ѝ загива в автомобилна катастрофа през 2012 г.
Катерина Хапсали живее със семейството си в София.

## Литературно творчество
Първият ѝ роман „Гръцко кафе“ е издаден през 2015 г. Книгата е удостоена с наградата „Перото“ в категория „Проза“ на клуб книжарница „Перото“ към НДК и наградата за бестселър „Цветето на Хеликон“.
През 2017 г. е издаден поетичният ѝ сборник „През девет планини“, а през 2019 г. романът „Сливовиц“.
Съавтор е /заедно с Александър Перпелиев и Степан Поляков/ на сценария за документалния филм „Патриарха на градежа“ (2020) (реж. Степан Поляков) за живота и делото на карловеца Иван Грозев.
Автор е на сборника с 10 разказа „Хора“ (2021).

## Произведения

### Самостоятелни романи
- Гръцко кафе. изд. ИК „Колибри“, София (2015) с корица от Дима Дамянова и с редактор Таня Джокова.
- Сливовиц. изд. ИК „Колибри“, София (2019) с корица Дамян Дамянов и с редактор Димитър Шумналиев.

### Сценарии
- „Патриарха на градежа“. Сниман в Карлово, София, Виена, с. Мечкуевци и Русе (2020).

### Разкази
- „Хора“. изд. ИК „Колибри“, София (2021) – сборник[5] - с корица от Дамян Дамянов и с редактор Таня Джокова.

### Поезия
- През девет планини: стихотворения. изд. ИК „Колибри“, София (2017) – с илюстрации от Дима Дамянова.